# Feria de Maquinaria Agrícola de Lerma
La Feria Nacional de Maquinaria Agrícola de Lerma (provincia de Burgos, Castilla y León, España), también conocida como Feria de Lerma, es una feria que reúne a profesionales del sector agrícola y automovilístico. Es considerada una de las ferias más importantes de España.
Durante todos los días que dura esta feria se preparan distintas actividades tanto para agricultores como para toda la familia.

## Historia y organización
La Feria Nacional de Maquinaria Agrícola se realiza en el recinto ferial de Lerma; se sitúa en las antiguas eras con una superficie aproximada de 80.000 metros cuadrados, en la que se instalan las empresas para que puedan exponer su maquinaria. Además, dentro del casco urbano se instala un enorme rastro o mercado, que ocupa cerca de 35.000 m². La afluencia de visitantes es elevada y creciente cada año, llegando a rondar los 80.000 visitantes.
La organización de esta Feria la realiza el Ayuntamiento de Lerma.